# Semiothisa notataria
Semiothisa notataria är en fjärilsart som beskrevs av Eugen Johann Christoph Esper 1795. Semiothisa notataria ingår i släktet Semiothisa och familjen mätare. Inga underarter finns listade i Catalogue of Life.